# 彰109線
彰95線(沙仔崙～下水埔) ，是位於彰化縣田中鎮與溪州鄉的一條鄉道，北起中州路二段1.225k，南至榮光路28.414k，全長4.364公里。

## 路線說明
- 田中鎮：沙仔崙（起點， 彰99線1.225k）→興酪路一段→興酪路二段2巷→鄉鎮交界

- 溪州鄉：鄉鎮交界→田中路→下水埔（終點， 縣道152號28.414k）

## 交會公路
- 彰99線
- 縣道152號